# Amphilius platychir
Amphilius platychir é uma espécie de peixe da família Amphiliidae.
É endémica do Malawi.
Os seus habitats naturais são: rios.